# Chikungunya
Chikungunya is een virusziekte die wordt veroorzaakt door het Chikungunya-virus en gaat gepaard met milde koorts en gewrichtspijnen. Normaal is de ziekte niet dodelijk voor de mens.
De benaming is afkomstig van het Makonde-woord voor "wat krombuigt", daarmee verwijzend naar de artritis-symptomen. Het virus werd voor het eerst vastgesteld in 1955 in het tegenwoordige Tanzania, naar aanleiding van een uitbraak van het virus in 1952/1953. Overigens wordt soms ten onrechte gesuggereerd dat de naam uit het Swahili afkomstig is.
De ziekte kan overgedragen worden door een muggensteek van de Aedes aegypti-mug (Denguemug) en door de Aedes albopictus (Aziatische tijgermug). De diagnose kan gesteld worden op basis van een serologische test ontwikkeld door de Universiteit van Malaya te Kuala Lumpur in Maleisië.

## Symptomen
- milde tot hoge koorts (zelfs tot boven 40 graden)
- puntbloedingen of gevlekte uitslag op ledematen en romp
- kreupel makende gewrichtspijn in meerdere gewrichten
- soms hoofdpijn, Incubatieperiode varieert van 2-7 dagen. Het is een zelflimiterende ziekte. Een deel van de patiënten heeft persisterende gewrichtsklachten (12% na 3 jaar).

De incubatietijd van deze ziekte is ongeveer 2 tot 3 dagen. De eerste symptomen zijn koorts en heel erge pijn in de gewrichten, welke gecompliceerd kunnen worden door rillingen, ernstige hoofdpijn, fotofobie, anorexie, een rood oog, misselijkheid en buikpijn. De pijn in de gewrichten zit voornamelijk in de kleine gewrichtjes van de handen, polsen, enkels en voeten. Als de koorts zakt (wat na 2 tot 3 dagen gebeurt) kan er bij sommige mensen een huiduitslag (maculopapulair) worden waargenomen. Deze uitslag is vaak het ergste op de romp en op de extremiteiten, en kan afbladderen. Petechieën (puntbloedingen) worden zelden waargenomen, en sommige patiënten ontwikkelen een leukopenie. Epistaxis (bloedneuzen) zijn niet ongewoon.
Het herstel kan weken in beslag nemen, en sommige oudere patiënten blijven last houden van stijfheid en pijn in hun gewrichten voor enkele jaren (met name HLA-B27-patiënten lopen hier een verhoogd risico op).

## Preventie & vaccin
Het eerste chikungunya-vaccin voor medisch gebruik werd in november 2023 goedgekeurd in de Verenigde Staten. Zonder een vaccin is de meest effectieve preventiemethode dan ook gericht op het voorkomen van besmetting door de mug. Insmeren met DEET (anti-muggenzalf) en het dragen van beschermende kleding en het slapen onder een klamboe wordt aangeraden. Ook overdag moet opgelet worden, omdat deze mug niet alleen in het donker actief is.

## Behandeling
Er is geen specifieke behandeling voor de ziekte, waardoor de behandeling louter bestaat uit symptomatische behandeling: ontstekingsremmers en pijnstillers. Wel is onderzoek gedaan naar chloroquine als een potentieel middel.

## Voorkomen
In 2007 werd vooral de Indiase deelstaat Kerala zwaar getroffen, met naar schatting een miljoen mensen die aan de ziekte leden. Ook werden verschillende eilanden in de Indische Oceaan getroffen door het virus. In 2006 werd met name het Franse Réunion zwaar getroffen. Naar schatting werd toen 1/3 van de bevolking aangedaan. Ook werd in 2006 het virus in Sri Lanka gesignaleerd, mogelijk als gevolg van vluchtelingen uit Zuid-India.
In 2007 werd het virus voor het eerst buiten de tropen in Noord-Italië gesignaleerd. Voorafgaand aan 2007 waren besmettingen in Europa vooral incidenteel als gevolg van reizigers die besmet terugkeerden, maar in augustus 2007 brak rond Ravenna in Italië de eerste epidemie van chikungunya uit. Hierbij raakten tussen de 160 en 200 mensen besmet, waarvan er elf in het ziekenhuis moesten worden opgenomen en één persoon overleed. Volgens de BBC was het dodelijke slachtoffer een vrouw van 83 met reeds onderliggende medische problemen. Begin 2009 bleken er in Europa vooral in Frankrijk en Italië reeds honderden personen de ziekte te hebben opgelopen. In juli 2014 werd het virus voor het eerst in Zuid-Amerika geconstateerd.